# Monti Ruffi
I Monti Ruffi costituiscono una catena montuosa di origine calcarea appartenente al subappennino laziale, ricadenti quasi interamente nella provincia di Roma.

## Descrizione

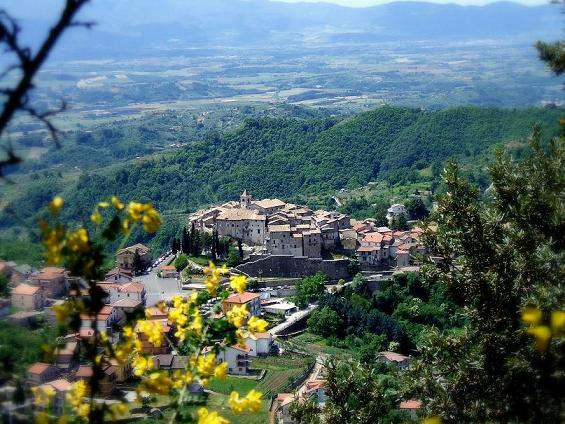
Roiate

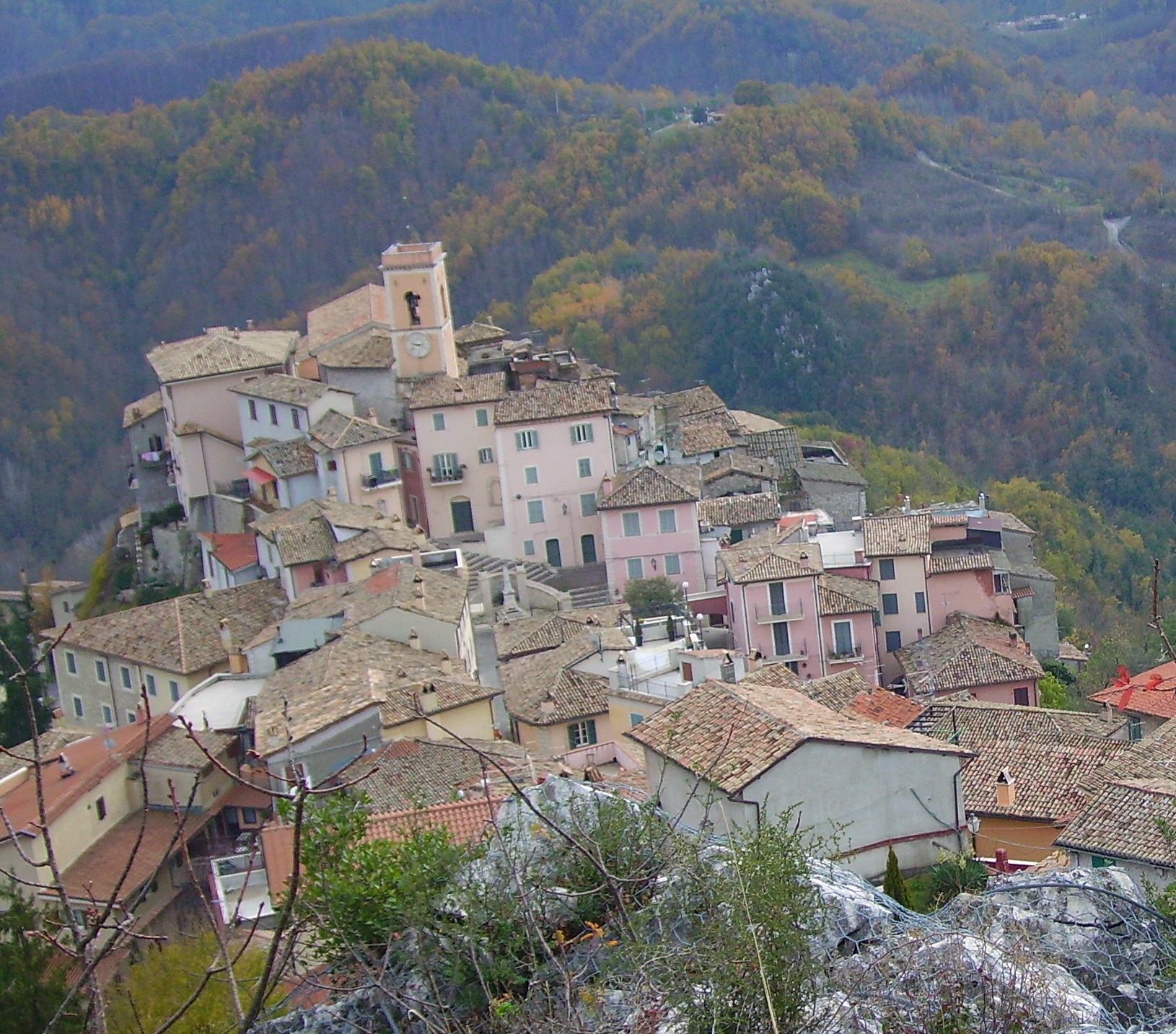
Canterano vista dai monti Ruffi

La catena montuosa, che si sviluppa seguendo un andamento da nord-ovest a sud-est, è compresa tra i monti Prenestini ad ovest, da cui sono separati dal torrente Fiumicino, i monti Lucretili a nord, da cui sono separati dalla valle dell'Aniene ad est, che la separa dai monti Simbruini e a sud-est i Monti Affilani.
Le cime più alte sono:
- Monte Costasole, 1.253 m.s.l.m.
- Monte Macchia, 1.135 m s.l.m.
- Forca Travella, 1.085 m s.l.m.
- Monte Cerasolo

## Abitati
I comuni che cadono nel territorio dei Monti Ruffi sono:
- Saracinesco (RM)
- Anticoli Corrado (RM)
- Marano Equo (RM)
- Cerreto Laziale (RM)
- Canterano (RM)
- Rocca Canterano (RM)
- Gerano (RM)
- Rocca Santo Stefano (RM)
- Bellegra (RM)
- Roiate (RM)
- Serrone (FR)